# Gynotroches axillaris
Gynotroches axillaris là một loài thực vật có hoa trong họ Rhizophoraceae. Loài này được Blume mô tả khoa học đầu tiên năm 1825.